# Бакхолтс (Тексас)
Бакхолтс (енгл. Buckholts) град је у америчкој савезној држави Тексас. По попису становништва из 2010. у њему је живело 515 становника.

## Демографија
Према попису становништва из 2010. у граду је живело 515 становника, што је 128 (33,1%) становника више него 2000. године.
| Група             | 2000.       | 2010.       |
| Белци             | 235 (60,7%) | 271 (52,6%) |
| Афроамериканци    | 7 (1,8%)    | 7 (1,4%)    |
| Азијати           | 0 (0,0%)    | 0 (0,0%)    |
| Хиспаноамериканци | 138 (35,7%) | 232 (45,0%) |
| Укупно            | 387         | 515         |